# Exoneura grandis
Exoneura grandis är en biart som beskrevs av Rayment 1935. Exoneura grandis ingår i släktet Exoneura och familjen långtungebin. Inga underarter finns listade i Catalogue of Life.